# Lista de episódios de That's So Raven

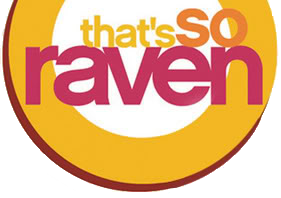
Logótipo da série.

A seguir temos a lista dos episódios de That's So Raven, uma série de televisão estadunidense de comédia que foi transmitida pelo Disney Channel entre 13 de janeiro de 2003 e 10 de novembro de 2007. Criado pelos escritores Michael Poryes e Susan Sherman, o seriado retrata a história de um grupo de amigos, Raven Baxter (Raven-Symoné), Chelsea Daniels (Anneliese van der Pol) e Eddie Thomas (Orlando Brown), seguidos de Cory Baxter (Kyle Massey), Victor Baxter (Rondell Sheridan) e Tanya Baxter (T'Keyah Crystal Keymáh).

## Resumo
| Temporada | Temporada | Episódios | Exibição original       | Exibição original      |
| Temporada | Temporada | Episódios | Season premiere         | Season finale          |
| --------- | --------- | --------- | ----------------------- | ---------------------- |
|           | 1         | 21        | 17 de janeiro de 2003   | 5 de março de 2004     |
|           | 2         | 22        | 3 de outubro de 2003    | 24 de setembro de 2004 |
|           | 3         | 35        | 1 de outubro de 2004    | 16 de janeiro de 2006  |
|           | 4         | 22        | 20 de fevereiro de 2006 | 10 de novembro de 2007 |

## Episódios

### Primeira temporada: 2003
| #  | #  | Título                                               | Direção            | Roteiro                                      | Audiência | Produção                | Exibição original |
| -- | -- | ---------------------------------------------------- | ------------------ | -------------------------------------------- | --------- | ----------------------- | ----------------- |
| 1  | 1  | "Test of Friendship Teste da Amizade"                | Rich Correll       | Bob Keyes e Doug Keyes                       | 3.5       | 17 de janeiro de 2003   | 107               |
| 2  | 2  | "Mother Dearest Mamãe Querida"                       | Lee Shallat-Chemel | Bob Keyes e Doug Keyes                       | 3.6       | 17 de janeiro de 2003   | 102               |
| 3  | 3  | "Party Animal Festa Animal"                          | Rich Correll       | Dava Savel                                   | 3.3       | 17 de janeiro de 2003   | 109               |
| 4  | 4  | "Wake Up Victor Acorda, Victor"                      | Ken Ceizler        | Susan Sherman e Edward C. Evans              | 3.4       | 17 de janeiro de 2003   | 119               |
| 5  | 5  | "A Fish Called Raven Um Peixe Chamado Raven"         | Fred Savage        | Dava Savel e Carla Banks Waddles             | ASA       | 24 de janeiro de 2003   | 121               |
| 6  | 6  | "Smell of Victory Cheiro da Vitória"                 | Lee Shallat-Chemel | Laura Perkins-Brittain                       | ASA       | 31 de janeiro de 2003   | 101               |
| 7  | 7  | "Campaign in the Neck Campanha no Pescoço"           | Sean McNamara      | Beth Seriff e Geoff Tarson                   | ASA       | 7 de fevereiro de 2003  | 114               |
| 8  | 8  | "Saving Psychic Raven Salvando a Vidente Raven"      | Sean McNamara      | Jeff Abugov e Michael Feldman                | 2.5       | 21 de fevereiro de 2003 | 120               |
| 9  | 9  | "The Parties As Festas"                              | Rich Correll       | Jeff Abugov e Michael Feldman                | 2.4       | 28 de fevereiro de 2003 | 116               |
| 10 | 10 | "Ye Olde Dating Game Os Jogos Entre Namorados"       | Matthew Diamond    | Michael Feldman                              | ASA       | 28 de março de 2003     | 113               |
| 11 | 11 | "Dissin' Cousins Primas Distantes"                   | Rich Correll       | Susan Sherman                                | 2.3       | 10 de abril de 2003     | 108               |
| 12 | 12 | "Teach Your Children Well Eduque Bem os Seus Filhos" | Tony Singletary    | Beth Seriff & Geoff Tarson                   | 2.1       | 2 de maio de 2003       | 111               |
| 13 | 13 | "Driven to Insanity Impulsionada á Insanidade"       | Matthew Diamond    | Dava Savel                                   | 2.7       | 30 de maio de 2003      | 104               |
| 14 | 14 | "A Dog by Any Other Name Um Cachorro Com Outro Nome" | Gerren Keith       | Michael Poryes e Susan Sherman               | ASA       | 20 de junho de 2003     | 103               |
| 15 | 15 | "Saturday Afternoon Fever Febre na Tarde de Sábado"  | Matthew Diamond    | Chip Keyes                                   | ASA       | 11 de julho de 2003     | 106               |
| 16 | 16 | "A Fight at the Opera Uma Briga na Ópera"            | David Kendall      | Beth Seriff e Geoff Tarson                   | ASA       | 8 de agosto de 2003     | 118               |
| 17 | 17 | "Psychics Wanted Procuram-se Videntes"               | Sean McNamara      | Maria Espada                                 | ASA       | 22 de agosto de 2003    | 117               |
| 18 | 18 | "If I Only Had a Job Se Eu Tivesse um Emprego"       | Rich Correll       | Laura Perkins-Brittain e Carla Banks Waddles | ASA       | 12 de setembro de 2003  | 110               |
| 19 | 19 | "Escape Claus O Colar Escapou"                       | Matthew Diamond    | Carla Banks Waddles                          | 4.7       | 5 de dezembro de 2003   | 105               |
| 20 | 20 | "Separation Anxiety Separação Ansiosa"               | Rich Correll       | Dava Savel e Carla Banks Waddle              | ASA       | 19 de dezembro de 2003  | 115               |
| 21 | 21 | "To See or Not to See Para Ver ou Para Não Ver"      | Rich Correll       | Carla Banks Waddles                          | 4.4       | 5 de março de 2004      | 112               |

### Terceira temporada: 2004-2006
| # | #     | Título                                     | Diretor(es)            | Roteirista(s)                            | Estreia nos EUA         | Código de Prod. | Audiência nos EUA (em milhões) |
| --- | ----- | ------------------------------------------ | ---------------------- | ---------------------------------------- | ----------------------- | --------------- | ------------------------------ |
| 44 | 1     | "Olho Vidente Para o Garoto Desajeitado"   | Rich Correll           | Marc Warren                              | 1 de outubro de 2004    | 301             | 4.8                            |
| Raven, Chelsea, e Eddie dão a um estudante na escola chamado Tyler uma transformação. Tyler gosta de Raven, mas ele não é o tipo de Raven, então ela lhe diz que ela só quer ser sua amiga. Após a reforma, Tyler acaba ficando muito bonito, por isso ela o quer de volta. Mas ele já está namorando outra pessoa. Isso faz com Raven se disfarçar como uma dançarina do ventre e porem não obteve sucesso. |       |                                            |                        |                                          |                         |                 |                                |
| 45 | 2     | "Raven Louca e Assustadora"                | Marc Warren            | Sarah Jane Cunningham & Suzie V. Freeman | 22 de outubro de 2004   | 304             | 4.5                            |
| Raven tenta lidar com sua nova vizinha chata, Sierra (Juliette Goglia). Enquanto isso, Eddie e Chelsea fazem o seu projeto sobre os efeitos de não dormir por 48 horas - com os parceiros dispostos Tanya e Victor. |       |                                            |                        |                                          |                         |                 |                                |
| 46 | 3     | "Choques de Oportunidades"                 | Rich Correll           | Dava Savel                               | 5 de novembro de 2004   | 309             | 4.5                            |
| Raven, Cory, e Victor tentar vender um empreendedor de negócio (James Avery) para o seu próximo empreendimento. No entanto, Raven é interrompido por um chato de sete anos de idade chamado Stanley (Bobb'e J. Thompson). Ausente: T'Keyah Crystal Keymáh como Tanya Baxter |       |                                            |                        |                                          |                         |                 |                                |
| 47 | 4     | "Tomadas Para a Limpeza"                   | Rich Correll           | Michael Feldman                          | 19 de novembro de 2004  | 313             | 3.7                            |
| Raven e Chelsea tem planos para um filme maratona todos os dias são arruinados quando Eddie tem que trazer o seu vizinho irritante, Stanley, com ele. Pior ainda, Stanley ainda se apaixona por Raven. Enquanto isso, Cory, Eddie e Vitor perdem todos os seus objetos de valor para Stanley em um jogo de ping-pong. Chelsea decide, então, recuperrar todas as suas coisas de volta - um erro fatal, da parte de Stanley; Chelsea é um jogador campeão ping-pong! Enquanto isso, Raven e Tanya vão a lavanderia e tentam recuperar uma carta que pode colocar em risco a faculdade da mãe. |       |                                            |                        |                                          |                         |                 |                                |
| 48 | 5     | "Desconto Dedos Leves"                     | Rich Correll           | Dennis Rinsler                           | 3 de dezembro de 2004   | 302             | 3.1                            |
| Cory se envolve em má companhia , quando seu amigos furtam pequenas brindes de uma loja , Cory para não se chamado de medroso acaba furtando , porem ele fica com a consciência pesada e resolve devolver. Mais Raven já tinha previsto isso e se disfarço de guarda para evitar que Cory roube novamente. |       |                                            |                        |                                          |                         |                 |                                |
| 49 | 6     | "Varredores"                               | Sean McNamara          | Dennis Rinsler                           | 11 de dezembro de 2004  | 311             | 2.6                            |
| A escola se prepara para seu jogo anual, e tudo vai bem até Raven tem uma visão do público zombando da peça. Raven decide tomar conta de todos os aspectos do jogo, tornando-se assim excessivamente autoritário e arrogante. Isso leva todo mundo a sair. Agora, Raven deve coloca-los no show - sozinha! |       |                                            |                        |                                          |                         |                 |                                |
| 50 | 7     | "Visão em Dobro"                           | T'Keyah Crystal Keymáh | Sarah Jane Cunningham & Suzie V. Freeman | 17 de dezembro de 2004  | 318             | 5.5                            |
| Raven tenta manter sua distância de Ben (Travis Van Winkle), um garoto de quem gosta Chelsea. Enquanto isso, ela tem uma visão de um outro estudante entrando em um acidente e para sua surpresa, Ben tem a mesma visão. Os dois percebem que são psíquico, mas Ben não disse a sua família ou amigos sobre seu "dom". Raven tenta convencê-lo a ser honesto. Ben abraça Raven, porque ele está feliz que ele pode confiar Raven, Chelsea pensa que Raven e Ben estão namorando. Ben e Raven percebeu quando abraçou ambos viram uma visão só. Mais tarde no episódio Ben e Raven tem que se beijar para que eles possam ver onde Rayne Bow esta. Em outros lugares, uma estrela pop chamado Rayne Bow vem para a escola para fazer uma performance, e Eddie acaba preso em um armário com ela antes de seu desempenho programado! Ausente: T'Keyah Cristal Keymáh como Tanya Baxter |       |                                            |                        |                                          |                         |                 |                                |
| 51 | 8     | "Confundida com a Baxter"                  | Rich Correll           | Dava Savel                               | 7 de janeiro de 2005    | 315             | 4.0                            |
| A ginasta russa, que se assemelha a Raven, vem para a escola. Um menino que realmente gosta dela , confunde umas das duas meninas, e acaba levando Raven para fingir ser a ginasta. No entanto a ginástica, está agendada para o dia seguinte, o menino pensa que ela é Raven. Raven acha que a menina russa pode tomar seu lugar, mas infelizmente a ginasta russo torce o tornozelo, e não pode realizar! Ausente: T'Keyah Cristal Keymáh como Tanya Baxter. |       |                                            |                        |                                          |                         |                 |                                |
| 52 | 9     | "O Grande Zumbido"                         | Eric Dean Seaton       | Marc Warren                              | 28 de janeiro de 2005   | 322             | 2.17                           |
| Raven se esforça desesperadamente para ganhar um premio na escola, e ela ajuda a um conselheiro de orientação tímido, que não tem auto-confiança. No entanto, o conselheiro da escola (Susan Lucci) acaba relegando-la. |       |                                            |                        |                                          |                         |                 |                                |
| 53 | 10    | "Cores Verdadeiras"                        | Christopher B. Pearman | Michael Carrington                       | 4 de fevereiro de 2005  | 303             | 3.3                            |
| Raven e Chelsea se candidatam a empregos em uma loja, mas, apesar de habilidades óbvias de Raven e coparadas a de do Chelsea, Chelsea é a escolhida. No entanto, Raven tem uma visão de que o gerente é um racista e esta foi a única razão pela qual ela não conseguiu o emprego, para que ela se disfarça de um noticiário de TV (com o Chelsea e Eddie ajuda) para expor a verdade. Enquanto isso, Cory tem que escrever um relatório sobre a historia dos negros, mas não quer, então ele tem um sonho em que uma Victor disfarçado como Fredrick Douglass Tanya como Bessie Coleman e Eddie como Scott Joplin apresentando ao mundo da história negra. |       |                                            |                        |                                          |                         |                 |                                |
| 54 | 11    | "Dia do Concurso de Cães"                  | KC Lynn de Stefano     | Theresa Akana & Stacee Comage            | 11 de fevereiro de 2005 | 317             | 2.4                            |
| Chelsea consegue um emprego no pet shop. Mesmo que ela trabalhe de graça, Raven e Eddie decidem trabalhar por dinheiro. Seu cliente mais importante é um famoso cachorro Bichon Frise que está em um show naquela mesma noite. Infelizmente, Raven deixa cair uma tinta rosa na banheira enquanto ela e Eddie estão tentando tirar a tinha ,eles acabam transformando ele num cão rosa brilhante! Os três então lutam para corrigir o problema antes que o cão show começa. |       |                                            |                        |                                          |                         |                 |                                |
| 55 | 12    | "O Tratamento Real"                        | Christopher B. Pearman | Sarah Jane Cunningham & Suzie V. Freeman | 18 de fevereiro de 2005 | 310             | 2.7                            |
| Raven é faz amizade com um garoto de intercâmbio. Ele oferece a ela uma pena, que ela aceita confusamente. Ela o convida mais tarde de volta para sua casa; depois de passar algum tempo se familiarizando com os amigos de Raven, dá-lhe uma concha. Chelsea acha que é uma paixão - e ela está certa, como o estudante de intercâmbio em seguida, envia-lhe um vestido bonito. Ela coloca-lo no - contra a vontade da mãe - e vai a uma festa na embaixada (visto em uma visão). Tanya, porém, logo descobre que Raven inadvertidamente aceita uma proposta de casamento do Príncipe de seu país, Shakobi (a fictícia Africano nação). Eddie e Chelsea deve ir disfarçado como dançarinos para parar a cerimônia. Enquanto isso, rato de estimação de Cory, Lionel, vence um concurso de fotografia da revista. |       |                                            |                        |                                          |                         |                 |                                |
| 56 | 13    | "Arte Quebrada"                            | Gregory Hobson         | Josh Lynn & Danny Warren                 | 25 de fevereiro de 2005 | 308             | 3.5                            |
| Raven está chocada com escultura de Chelsea: uma parte abstrata, que mistura o real da Raven com o pássaro de mesmo nome, criando uma cabeça com uma enorme bico. Raven pensa que Chelsea está tirando sarro dela. Quando Raven mostra a escultura de Eddie, no entanto, ela acidentalmente destrói, levando-a a "tornar-se uma obra de arte" no show de Chelsea! Enquanto isso, Cory vende refrigerante para as crianças em caixas de leite na escola depois da escola e sua casa proibirem açúcar. Secundários: Cyndi Lauper como a Sra Petuto, professor de arte do Corvo. |       |                                            |                        |                                          |                         |                 |                                |
| 57 | 14    | "Garotos do Momento"                       | Debbie Allen           | Theresa Akana & Stacee Comage            | 11 de março de 2005     | 306             | 4.8                            |
| Alana é mandar para a escola militar e uma garota chamada Bianca substitui-la e assume sua posse. Bianca e sua legião criar problemas para o corvo quando este último deve trazer alguma forma de entretenimento. Ela deixa escapar abruptamente que ela sabe que os garotos da banda Boyz 'N Commotion, e ela pode levá-los a executar. Surpreendentemente, eles concordam, ficar em sua casa na noite antes do grande show. Infelizmente, os meninos se preguiçoso e complacente como os Baxters servi-los, e não mostrar-se para o seu desempenho. Raven e seus amigos disfarçar-se como o "Boyz", mas no final, eles aparecem; parece Tanya repreendeu. Enquanto isso, Cory bate em cima de um esquema para levar itens que o "Boyz" usaram, e vendê-los na internet. Secundários: Erica Rivera como Bianca, Ashley Drane como Muffy, Andrea Edwards como Loca |       |                                            |                        |                                          |                         |                 |                                |
| 58 | 15    | "Raven, a Nova Líder"                      | Rich Correll           | Edward C. Evans                          | 8 de abril de 2005      | 319             | 2.1                            |
| Raven acidentalmente acerta Bianca no rosto durante um jogo de queimada. Surpreendentemente, isso faz dela uma pessoa agradável, levando todos a pensar que Raven é a garota mais difícil na escola. Ela abusos seu novo poder, e assume antiga legião de Bianca, mas logo se arrepende. A única cura, porém, atinge Bianca no peito com outra bola de rodeio. Enquanto isso, Larry passa o tempo com Victor que torna Cory ciúmes. Secundários: Erica Rivera como Bianca, Ashley Drane como Muffy, Andrea Edwards como Loca Ausente: T'Keyah Cristal Keymáh como Tanya Baxter |       |                                            |                        |                                          |                         |                 |                                |
| 59 | 16    | "No Alto do Velho Carvalho"                | John Tracy             | Michael Feldman                          | 22 de abril de 2005     | 305             | 2.3                            |
| Enquanto petição para a preservação do Velho Carvalho na frente da escola, a Chelsea se apaixona por um rapaz bonito vegetariano chamado Jake (Ricky Ullman), mas Raven tem uma visão de Jake comer costelas no Gril Nota Mil. Chelsea duvida da visão e corta laços de Raven com ambos Raven e Eddie. Enquanto isso, a banda de Cory precisa de um vocalista que tem de ser uma linda garota. Mas quando Cory vê Francesca, ele está "surdo" pelo amor e não ouvir o quanto ruim ela canta. secundários: Ricky Ullman como Jake, Ashley Rose Orr como Francesca |       |                                            |                        |                                          |                         |                 |                                |
| 60 | 17    | "Elas Trabalham Duro Pela Queridinha Dele" | Eric Dean Seaton       | Edward C. Evans                          | 29 de abril de 2005     | 307             | 4.2                            |
| Raven, Chelsea, e Eddie conseguiram emprego na loja de escola para crédito de serviço da Sra DePaulo, que faz com que Eddie o gerente. Tudo começa logo à direita até Eddie contrata sua namorada, Chantel, para trabalhar lá. Isso faz com que Raven e Chelsea fazer todo o trabalho, enquanto ele e Chantel não tem que fazer nada. Para piorar a situação, Eddie disse pra Chantel que ele é rico,pro romance dela com lagostas e carnes; para fazer isso, ele constantemente toma dinheiro emprestado de Raven e Chelsea. Eles finalmente contar com ele, e Raven tem uma visão de Eddie roubando o cofre da loja. Eddie realmente escondeu um presente, embora, e Raven logo faz uma bagunça de coisas em mais maneiras do que uma! Ausente: T'Keyah Cristal Keymáh como Tanya Baxter |       |                                            |                        |                                          |                         |                 |                                |
| 61 | 18    | "Cuide do Seu Negócio"                     | Eric Dean Seaton       | Dennis Rinsler                           | 13 de maio de 2005      | 327             | 4.4                            |
| Raven, Eddie, e Chelsea todos decidem se juntar a um clube após a escola. No início, eles funcionam bem uns com os outros para derrotar uma equipe competindo, mas então eles têm de competir contra os outros para uma farra de compras. A competição começa logo o melhor de sua amizade, à medida que crescem suspeita de sabotagem. Enquanto isso, Cory instalou uma banheira de hidromassagem no quarto e Victor começa a usá-lo, fazendo com que Cory não usá-lo. Cory e Victor concordar para movê-lo para o quintal. Ausente: T'Keyah Cristal Keymáh como Tanya Baxter |       |                                            |                        |                                          |                         |                 |                                |
| 62 | 19    | "Festa em Casa"                            | Rich Correll           | Michael Carrington                       | 13 de junho de 2005     | 312             | 5.1                            |
| Victor e Tanya sai da cidade, deixando Raven e Cory em casa sozinho. Depois Raven acidentalmente quebra de uma lâmpada, ela deixa Cory uma festa para tentar levantar dinheiro suficiente para comprar a lâmpada caro para trás. Enquanto isso, Victor parece estar caindo no amor com seu sistema de navegação in-car, que ele nomeia "Sasha", tornando Tanya ciumenta. Depois da festa do Raven & Cory fica descoberto este solicita Victor nunca deixar Raven & Cory casa sozinho de novo e voltar a contratar uma babá de idade mais tarde mostrado em "Cake Fear". |       |                                            |                        |                                          |                         |                 |                                |
| 63 | 20    | "Fabricante de Incompatibilidade"          | Fred Savage            | Edward C. Evans                          | 14 de junho de 2005     | 325             | 4.3                            |
| Eddie e Chantel terminam, e Raven faz acidentalmente coisas piores entre os dois. Chantel acaba indo para a cerimônia de basquete com Tyrone, em um esforço para fazer ciúmes para Eddie. Raven, sentindo-se mal por Eddie não quer mais ir ao seu próprio cerimônia com seu "primo" Seyoncé a ser a data de Eddie para a cerimônia. Enquanto isso, Cory tem que lutar para encontrar o proprietário de um cão que ele seguiu para casa, logo para ser encontrado pelo seu proprietário que parece exatamente como Cory (que é a razão suspeita para por que o cachorro seguiu para casa). Ausente: T'Keyah Cristal Keymáh como Tanya Baxter |       |                                            |                        |                                          |                         |                 |                                |
| 64 | 21    | "Chef-Man e Raven"                         | Rich Correll           | Jim Reynolds, Lanny Horn & Sarah Watson  | 15 de junho de 2005     | 314             | 5.0                            |
| O apresentador de um programa de culinária popular, acaba por ser um antigo rival de Victor, que desafia Victor para competir na mostra. Enquanto isso, Cory e Tanya ter problemas com calças caídas de Cory. |       |                                            |                        |                                          |                         |                 |                                |
| 65 | 22    | "No Biodomo"                               | Marc Warren            | Sarah Jane Cunningham & Suzie V. Freeman | 16 de junho de 2005     | 328             | 4.7                            |
| Jennifer (Rheagan Wallace), um velho amigo de visitas da Chelsea, e Raven fica com ciúmes quando ela percebe que eles têm mais em comum uns com os outros do que ela faz com o Chelsea. Ausente: T'Keyah Cristal Keymáh como Tanya Baxter Nota: Este episódio contou com uma planta gigante que se assemelhava a Audrey II de The Little Shop of Horrors |       |                                            |                        |                                          |                         |                 |                                |
| 66 | 23    | "Muita Pressão"                            | Rich Correll           | Dava Savel                               | 17 de junho de 2005     | 323             | 4.4                            |
| Raven e Chelsea querem desesperadamente para aparecer no novo vídeo de Pressure, "Gotta Get You Back". Isso os leva a enganar Cory em tomar aulas de dança, mais especificamente a dança do Yak. Cory tenta encerrar as lições, mas devido a uma promessa de Victor, ele não pode. Chelsea acaba revelando as verdadeiras intenções de Raven para Cory, que mais tarde diz a seu calvário de Pressure. Raven acaba na Pressure do vídeo da música, mas não exatamente da maneira que sua visão retratada. Este é o segundo episódio em que Raven olha para a câmera. Ela é vista fazendo isso em sua visão. Ausente: T'Keyah Cristal Keymáh como Tanya Baxter Nota: Pressure é uma paródia de Usher. |       |                                            |                        |                                          |                         |                 |                                |
| 67 | 24    | "Cory ao Extremo"                          | Rich Correll           | Theresa Akana & Stacee Comage            | 8 de julho de 2005      | 326             | 3.8                            |
| Cory quer estar em um grupo "extremo" grupo de skate, mas ele não sabe como andar de skate. Então ele pede Raven para ajudá-lo no clube. Ausente: T'Keyah Cristal Keymáh como Tanya Baxter |       |                                            |                        |                                          |                         |                 |                                |
| 68 | 25    | "Grill Vizinho"                            | Sean McNamara          | Michael Feldman                          | 8 de julho de 2005      | 324             | 4.23                           |
| Velho rival de Victor, Leonard Stevenson, retorna, e abre um restaurante semelhante perto de Grill Nota Mil, assim chamado Grill do Bill. Raven, em seguida, tem uma visão que Grill Nota Mil vai fechar. Enquanto isso, Cory e seu plano de banda a se apresentar para receber os clientes de seu pai de volta, mas depois de rejeitar Stanley, eles perdem os clientes com o Grill do Bill, e os fez mais famoso. Corvo tem que fingir ser namorada de Stanley, de modo que ele vai cantar no Grill Nota Mil, e trazer de volta os clientes. Ausente: T'Keyah Cristal Keymáh como Tanya Baxter |       |                                            |                        |                                          |                         |                 |                                |
| 69 | 26    | "Ponto sem Retorno"                        | Sean McNamara          | Edward C. Evans                          | 23 de julho de 2005     | 330             | 6.0                            |
| Victor dá a Raven US $ 100 para comprar uma calculadora, que é para usar na matéria de trigonometria na escola. No entanto, ela decide comprar uma roupa para vestir a uma próxima festa em vez disso, em seguida, retornar o equipamento no dia seguinte, e obter o seu dinheiro de volta para comprar a calculadora. Infelizmente, Raven acidentalmente estraga a roupa. Agora, ela; Eddie e Chelsea tenta tirar a mancha , e devolver o equipamento. Enquanto isso, Victor e Cory tomar uma viagem anual de compras de pai e filho. Cory não gostar da viagem, especialmente quando Victor embaraça-lo na frente das meninas que ele gosta. Ausente: T'Keyah Cristal Keymáh como Tanya Baxter |       |                                            |                        |                                          |                         |                 |                                |
| 70–71 | 27–28 | "Primos do Interior(Parte 1 e 2)"          | Sean McNamara          | Dennis Rinsler & Michael Carrington      | 29 de julho de 2005     | 320-321         | 10.8                           |
| Raven e Chelsea viajar para o país em uma tentativa de resolver uma disputa familiar de longa duração ao longo de um barco de molho que foi pensado para ser roubado por Victor. Estrelas convidadas: Kym Whitley como Cousin Vicky, e Giovonnie Samuels como Betty Jane. Nota: Raven-Symoné desempenha papéis quádruplos como Raven Baxter, Tia Faye, primo Delroy, e Baby G. Além disso, este é o maior episódio visto em Disney Channel história, na sequência de Os Feiticeiros de Waverly Place com Cast-Away (To Another Show) ter 10,6 milhões de visualizações. Esta tem também uma hora de duração episódio. |       |                                            |                        |                                          |                         |                 |                                |
| 72 | 29    | "Alimento Para o Pensamento"               | Rich Correll           | Marc Warren                              | 18 de setembro de 2005  | 316             | 3.4                            |
| A cafeteria na escola do Raven é transformado em uma praça de alimentação cheia de comidas gordurosas. Todos os alunos adoram a comida, exceto Chelsea. Como todos os adolescentes tornam-se gradualmente mais gordos e menos energéticos, Raven salva-se por ver um futuro em que todos na escola cresce uma enorme posteriormente!Quando a praça de alimentação começa a oferecer programas de café da manhã. Para piorar a situação, o tribunal cheio de lixo pode se tornar uma cadeia nacional em todas as escolas se os votos da escola de Raven "Sim" para o programa. Ela e Chelsea pode salvar o dia antes de todo mundo sofre de obesidade? Enquanto isso, Cory tem um homem para ajudar com a lição de casa e Victor e Tanya descobrir e repreendê-lo.Mais tarde, Tanya retorna à escola de direito e deixa Victor em casa com Raven e Cory. Estrelas convidadas: Mindy Sterling como Juiz Foodie Nota: Este é o episódio final que T'Keyah Cristal Keymáh como Tanya Baxter, ela não está presente em mais episódios após este. |       |                                            |                        |                                          |                         |                 |                                |
| 73 | 30    | "Sr. Perfeito"                             | Rich Correll           | Michael Carrington                       | 7 de outubro de 2005    | 329             | 3.0                            |
| Raven tem uma visão que seu namorado é "perfeito" para ela, então ela tenta salvar seu relacionamento. Ausente: T'Keyah Cristal Keymáh como Tanya Baxter |       |                                            |                        |                                          |                         |                 |                                |
| 74 | 31    | "'Vamos à Hollywood"                       | Rich Correll           | Dennis Rinsler & Marc Warren             | 4 de novembro de 2005   | 333             | 3.7                            |
| Cory ganha um pequeno papel em um programa de TV, "Better Days", onde a atriz criança chamada Ally Walker (Alyson Stoner) no show quer tentar a vida como um garoto normal. Ausente: T'Keyah Cristal Keymáh como Tayna Baxter Nota: Este episódio era originalmente um piloto para uma série de TV estrelada por Stoner. O conceito do show foi mais tarde re-trabalhado em Hannah Montana. |       |                                            |                        |                                          |                         |                 |                                |
| 75 | 32    | "Salve a Última Dança"                     | Sean McNamara          | Marc Warren                              | 25 de novembro de 2005  | 334             | 3.3                            |
| Raven tem uma visão de que ela está no baile de finalistas com um homem e quer que ele seja sua data do baile de finalistas, mas não sabe quem ele é. Quando ela não é capaz de encontrá-lo antes do baile, ela acaba indo sozinho com Eddie e Chelsea, até Devon aparecer e torna-se apaixonado. Enquanto isso, Cory está preocupado se ele pode dar uma volta com uma garota. Ausente: T'Keyah Cristal Keymáh como Tanya Baxter |       |                                            |                        |                                          |                         |                 |                                |
| 76 | 33    | "Medo do Bolo"                             | Rondell Sheridan       | Theresa Akana & Stacee Comage            | 16 de dezembro de 2005  | 332             | 3.6                            |
| Victor não confia em Raven e Cory de ficarem estar em casa sozinho quando ele vai embora para o fim de semana, desde a última vez que deu uma festa com um touro mecânico quando ele e Tanya tinham desaparecido nos 14 episódios atrás. Então, ele re-contrata sua antiga babá senhorita Patterson (Mary Gross) Senhorita Patterson". Quando ela chega, ela é a mesma velha acabada, mas ela tem um misterioso saco. Sempre que é mencionado, ela fica estranha e intensa. Quando ela toma um banho para cinco minutos e meio, porque ela faiz isso todo dia, Raven, Cory, Eddie e Chelsea aproveitam para olhar em sua bolsa e encontrar um álbum de recortes com artigos de jornal. O primeiro artigo lê "Babá foi presa", e o próximo diz que "Babá foge". Anos atrás, Raven e Cory comeu todo um bolo de aniversário que era para sua mãe, e culpou a senhorita Patterson. Agora, eles estão convencidos de que ela voltou para se vingar. Ausente: T'Keyah Cristal Keymáh como Tanya Baxter                                           |       |                                            |                        |                                          |                         |                 |                                |
| 77 | 34    | "Visão Impossível"                         | Marc Warren            | David Brookwell & Sean McNamara          | 6 de janeiro de 2006    | 335             | 4.7                            |
| Raven tem um problema com suas visões, e considera tê-los removidos permanentemente. Enquanto isso, Chelsea tenta vender cogumelo shampoo e médico psíquico de Raven descobre que com o corvo usando o shampoo cogumelo, ele está fazendo a parte de seu cérebro que faz com que ela tem visões do futuro ter uma reação alérgica por causa do corvo é alérgica a cogumelos. Ausente: T'Keyah Cristal Keymáh como Tanya Baxter Nota: O episódio tem uma cena no episódio "The Four Aces", que foi um erro de exibição, desde o episódio "The Four Aces" única ao ar dez dias após este episódio. |       |                                            |                        |                                          |                         |                 |                                |
| 78 | 35    | "O Quatro Azes"                            | Debbie Allen           | Michael Feldman                          | 16 de janeiro de 2006   | 331             | 2.7                            |
| Raven faz o seu projeto de serviço comunitário em uma casa de repouso, e ajudando Ms. Ronnie Wilcox (Della Reese), uma ex-cantora. Ao longo do caminho, ela descobre que o "Grill Nota Mil" Era uma uma casa noturna , chamada "O quatro azes", e planeja uma grande festa temática, com performances de jazz de todo o elenco. Finalmente, a Sra Wilcox gosta, e traz a casa abaixo. Ausente: T'Keyah Cristal Keymáh como Tanya Baxter |       |                                            |                        |                                          |                         |                 |                                |